# Saison 2016 des Giants de New York
Chronologie
Précédent Suivant
La saison 2016 des Giants de New York est la 92e saison de la franchise au sein de la National Football League. Il s'agit de la 7e saison jouée au MetLife Stadium à East Rutherford dans le New Jersey, la 1re sous la direction de l'entraîneur principal Ben McAdoo.
En effet, le 4 janvier 2016, Tom Coughlin annonce qu'il démissionne de son poste d'entraîneur principal après réflexion et concertation avec la direction de la franchise.
Le Salary Cap Carryover est une partie du Salary Cap non utilisé par une équipe au cours de la saison précédente. Pour les Giants, cette somme sera de 11 193 231 $ pour la saison 2016, somme à laquelle il faudra ajouter le Salary Cap 2016 qui a lui été fixé à 155,27 M$.
Les Giants terminent leur saison régulière avec un bilan de 11 victoires pour 5 défaites (meilleur bilan depuis la saison 2008). Accédant aux playoffs pour la première fois depuis leur victoire au Super Bowl XLVI en saison 2011, ils sont battus en Wild Card 13 à 38 au Lambeau Field par les Packers de Green Bay.

## Les futurs adversaires
Le 25 novembre 2015, la NFL annonce que les Rams de Los Angeles joueront un match de saison régulière contre un adversaire issu de la NFC East à Londres dans ce que l'on appelle un NFL International Series dans le tout nouveau Stade de Twickenham.
Le 3 janvier 2016, les Giants sont confirmés comme les adversaires des Rams, les deux équipes ayant terminé la saison 2015 à la 3e place de leurs divisions respectives. Le match aura lieu lors de la septième semaine de la saison, soit le dimanche 23 octobre 2016. Il sera normalement retransmis par la Fox aux États-Unis. L'heure du début du match sera annoncé à une date ultérieure et les deux équipes seront en repos (bye week) la semaine suivante. Il s'agira d'un match considéré comme en déplacement pour les Giants et à domicile pour les Rams.
Les heures et dates des autres matchs seront finalisés et communiqués au printemps.
Les Giants auront à parcourir 24 400 km (15 162 miles) pour jouer leurs matchs de saison régulière 2016. À l’inverse, les Steelers n'auront que 8 200 km à parcourir, la raison principale étant qu'ils n'auront aucun déplacement à effectuer vers l’ouest du pays. L’AFC Nord est gâtée, puisque les Browns (9 762 km) et les Ravens (11 381 km) sont les deux autres équipes qui vont le moins voyager. La franchise qui voyagera le plus sera celle des Rams de Los Angeles qui effectuera plus de 59 000 km, dont 17 700 km pour leur match à Londres.
| Catégories                                            | À domicile                                            | En déplacement                                        |
| ----------------------------------------------------- | ----------------------------------------------------- | ----------------------------------------------------- |
| Opposants de Division (NFC East)                      | Cowboys de Dallas Philadelphie Redskins de Washington | Cowboys de Dallas Philadelphie Redskins de Washington |
| Opposants de Conférence (NFC North)                   | Bears de Chicago Lions de Détroit                     | Packers de Green Bay Vikings du Minnesota             |
| Opposants de Conférence (classés 3e de leur division) | Saints de la Nouvelle Orleans                         | Rams de Los Angeles (à Londres)                       |
| Opposants d'Interconférence (AFC North)               | Ravens de Baltimore Bengals de Cincinnati             | Browns de Cleveland Steelers de Pittsburgh            |

## Free Agency
|  | Giants ayant re-signé |

|  | Giants ayant quitté NYG |

| Date        | Nom et prénom          | Poste | Statut | Équipe en 2015  | Équipe en 2016 | Remarque |
| ----------- | ---------------------- | ----- | ------ | --------------- | -------------- | --- |
| 10 février  | William Beatty         | T     | -      | NYG             | -              | Coupé. |
| 10 février  | Geoff Schwartz         | G     | -      | NYG             | Lions          | Coupé et engagé par Detroit le 30 mars. |
| 10 février  | Jon Beason             | MLB   | -      | NYG             | -              | Arrête sa carrière. |
| 18 février  | Zak DeOssie            | LS    | -      | NYG             | NYG            | A resigné pour 1 an |
| 18 février  | Anthony Dablé (France) | WR    | -      | NYL (Allemagne) | NYG            | Signé comme Free Agent mais est libéré le 3 septembre 2016 et non repris en Practise Squad.                                                                |
| 10 mars     | Jason Pierre-Paul      | DE    | UFA    | NYG             | NYG            | A resigné pour 1 an : 10,5 M$ dont 8,5 millions garantis (300 K$ en prime d’entraînement, 1,2 M$ en prime de matchs joués et 500 K$ en primes de résultat) |
| 10 mars     | Janoris Jenkins        | CB    | UFA    | Rams            | NYG            | Contrat de 5 ans : 62,5 M$ (12,5 M$/an) dont 28,8 M$ garantis                                                                                              |
| 10 mars     | Olivier Vernon         | DE    | UFA    | Dolphins        | NYG            | Contrat de 5 ans : 85 M$ (17 M$/an) dont 52,5 M$ garantis                                                                                                  |
| 10 mars     | Damon Harrison         | DT    | UFA    | Jets            | NYG            | Contrat de 5 ans : 46,25 M$ (9,25 M$/an) dont 24 M$ garantis                                                                                               |
| 14 mars     | Keenan Robinson        | LB    | UFA    | Redskins        | NYG            | Contrat de 1 an (3,5M$) |
| 11 mars     | Robert Ayers           | DE    | UFA    | NYG             | Buccaneers     | Contrat de 3 ans (21M$ dont 10,5M$ garantis) |
| 11 mars     | Prince Amukamara       | CB    | UFA    | NYG             | Jaguars        | Contat d'1 an |
| 19 mars     | Bennett Jackson        | FS    |        | NYG             | NYG            | Signe son tender pour un contrat d'1 an |
| 19 mars     | Jasper Brinkley        | LB    | UFA    | NYG             | NYG            | Re-signe un contrat d'1 an |
| 23 mars     | Rueben Randle          | WR    | UFA    | NYG             | Eagles         | Contat d'1 an (3M$ dont 500 000 $ garantis) |
| 17 juin     | Logan Thomas           | QB    | UFA    | MIA             | NYG            | [ 9 ] |
| 4 août      | Leon Hall              | CB    | UFA    | CIN             | NYG            | Contrat d'1 an ,1.5M$/an dont 0.115M$ garanti |
| 31 août     | William Beatty         | T     | FA     | -               | NYG            | Resigné pour 1 an, 1,1 M$ garanti, |
| 5 septembre | Robert Thomas          | DT    | ERFA   | CAR             | NYG            | Signé 1 an pour 525 000 $, |
| 5 septembre | Josh Johnson           | QB    | FA     |                 | NYG            | Signé pour 1 an et 885 000 $, |

Statut :
- ERFA (Exclusive Rights Free Agent)

## Draft 2016
| Tours | Sélections | Joueurs          | Postes | Universités           |
| ----- | ---------- | ---------------- | ------ | --------------------- |
| 1     | 10         | Eli Apple        | CB     | Ohio State            |
| 2     | 40         | Sterling Shepard | WR     | Sooners de l'Oklahoma |
| 3     | 71         | Darian Thompson  | S      | Boise State           |
| 4     | 109        | B. J. Goodson    | ILB    | Clemson               |
| 5     | 149        | Paul Perkins     | RB     | UCLA                  |
| 6     | 184        | Jerell Adams     | TE     | South Carolina        |

- Les Giants ont cédé leur 7e tour de draft aux Steelers de Pittsburgh pour pouvoir acquérir en 2015 le Punter Brad Wing.

## Le Staff

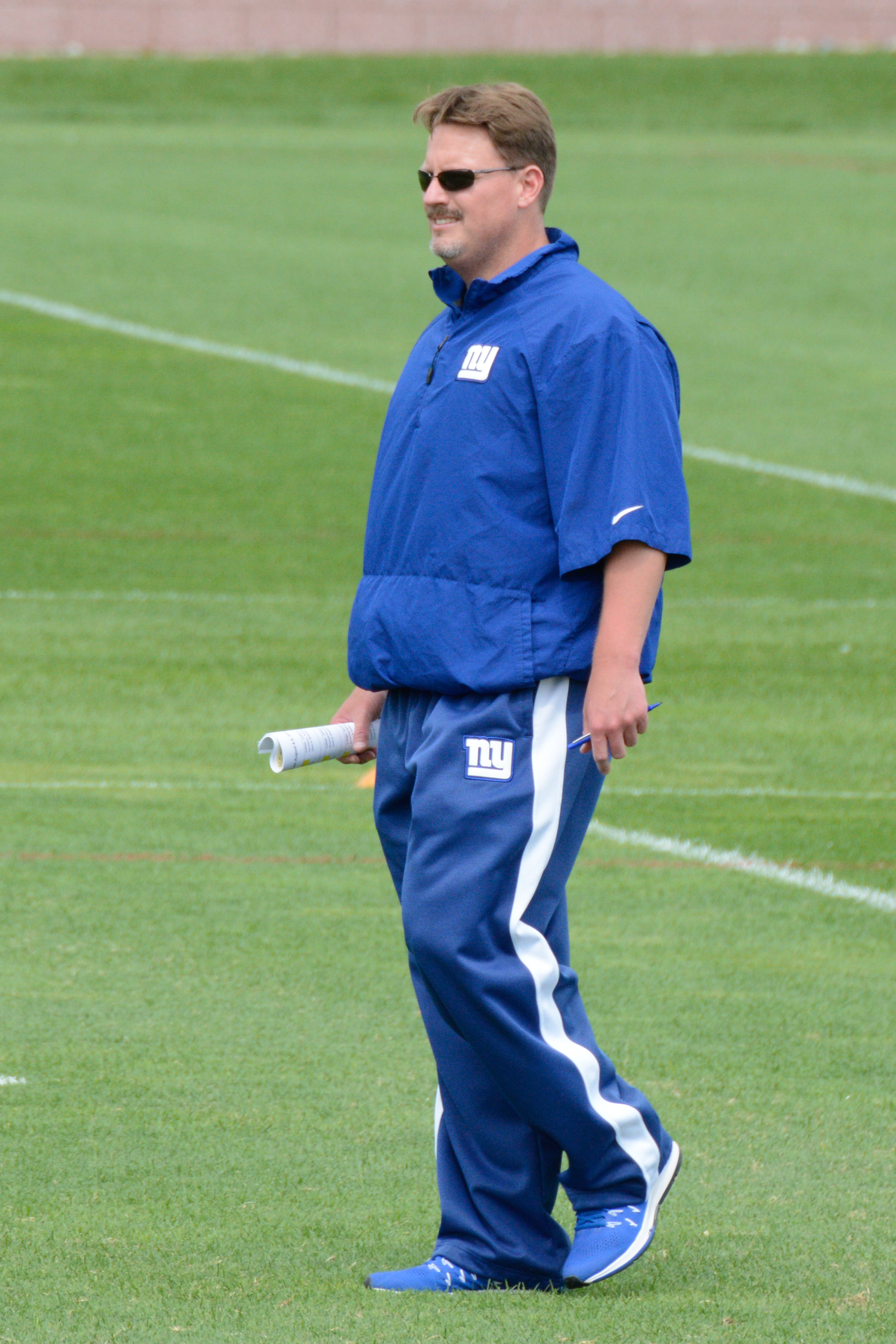
Ben McAdoo lors des camps d'entraînement 2016

## L'effectif 2016
- Libéré le 3/9/16 : Jake Rodgers - T
- Contrat terminé le 05/09/06 : Jasper Brinkley - LB
- Contrat terminé le 13/09/16 : Logan Thomas - QB
- Libéré le 13/09/16 : Randy Bullock - K
- Libéré le 11 octobre 2016 : Montori Hughes (DT)
- Contrat terminé le 25 octobre 2016 : Josh Brown (K)
- Contrat terminé le 4 octobre 2016 : Deontae Skinner (OLB)

### L'avant saison

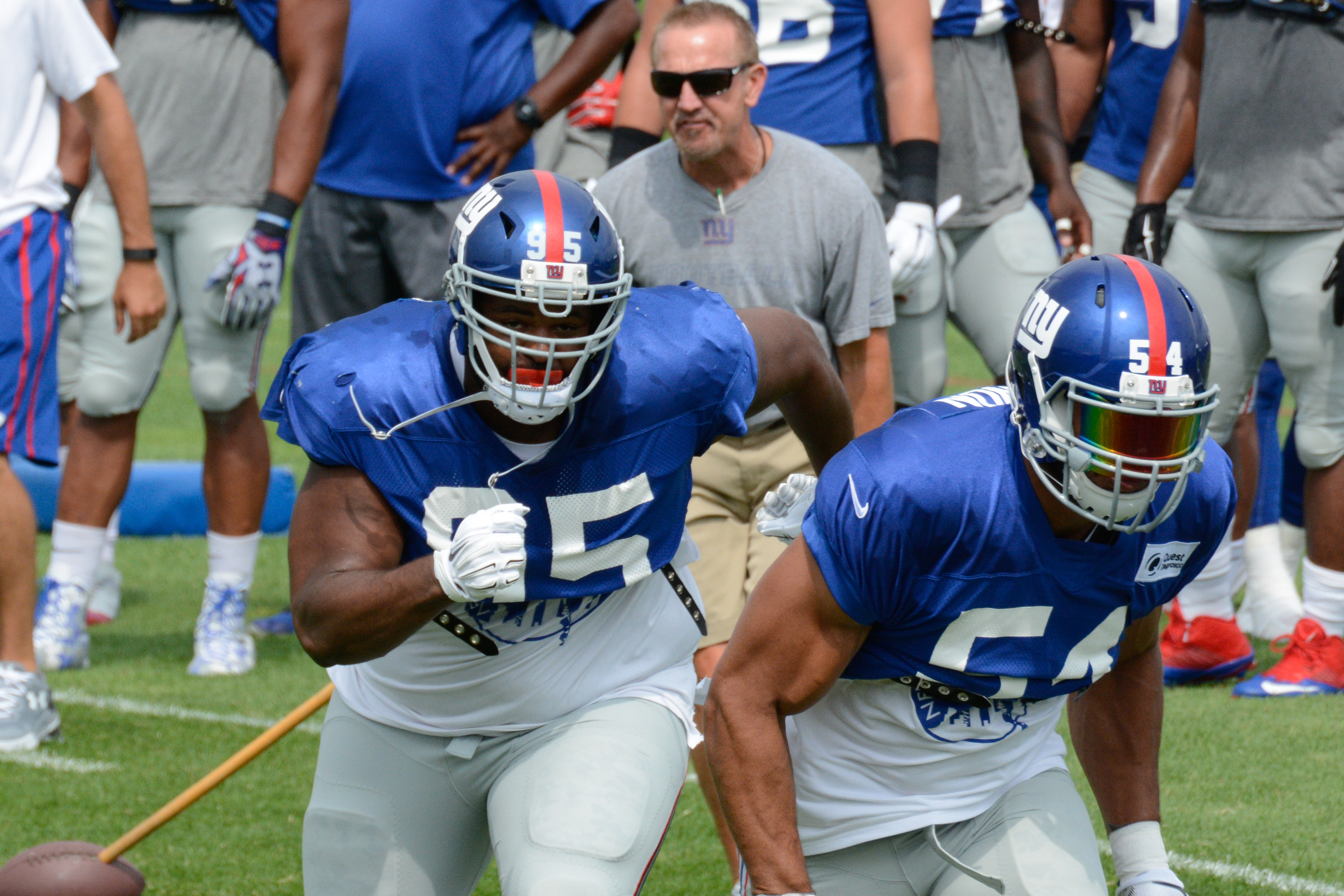
Des Giants lors du camp d'entraînement

## La Depht Chart
| Depth Chart des Giants de New York - Saison 2016 |                             |                  |                   |                               |
| Postes                                           | # 1                         | # 2              | # 3               | # 4                           |
| Attaque                                          |                             |                  |                   |                               |
| WR1                                              | Odell Beckham Jr            | Roger Lewis      |                   |                               |
| LT                                               | Ereck Flowers               | Will Beatty      |                   |                               |
| LG                                               | Justin Pugh                 | Bobby Hart       |                   |                               |
| C                                                | Weston Richburg             | Brett Jones (en) |                   |                               |
| RT                                               | Marshall Newhouse           | Will Beatty      |                   |                               |
| RG                                               | John Jerry                  | Bobby Hart       |                   |                               |
| TE                                               | Larry Donnell               | Will Tye         | Jerell Adams      |                               |
| WR2                                              | Sterling Shepard            | Dwayne Harris    |                   |                               |
| WR3                                              | Victor Cruz                 | Tavarres King    |                   |                               |
| QB                                               | Eli Manning                 | Ryan Nassib      | Josh Johnson      |                               |
| FB                                               |                             |                  |                   |                               |
| RB                                               | Rashad Jennings             | Shane Vereen     | Orleans Darkwa    | Bobby Rainey Paul Perkins     |
| Défense                                          |                             |                  |                   |                               |
| LDE                                              | Jason Pierre-Paul           | Kerry Wynn       | Romeo Okwara      |                               |
| LDT                                              | Damon Harrison              | Jay Bromley      |                   |                               |
| RDT                                              | Johnathan Hankins           | Robert Thomas    |                   |                               |
| RDE                                              | Olivier Vernon              | Owa Odighizuwa   |                   |                               |
| SLM                                              | Devon Kennard               | Mark Herzlich    |                   |                               |
| MLB                                              | Jasper Brinkley             | Kelvin Sheppard  | B.J. Goodson      |                               |
| WLB                                              | Jonathan Casillas           | Keenan Robinson  | J.T. Thomas       |                               |
| LCB                                              | Dominique Rodgers-Cromartie | Eli Apple        | Leon Hall         |                               |
| SS                                               | Landon Collins              | Nat Berhe        |                   |                               |
| FS                                               | Nat Berhe                   | Darian Thompson  | Mykkele Thompson  |                               |
| RCB                                              | Janoris Jenkins             | Trevin Wade      |                   |                               |
| Équipes Spéciales                                |                             |                  |                   |                               |
| P                                                | Brad Wing                   |                  |                   |                               |
| H                                                | Brad Wing                   |                  |                   |                               |
| PK                                               | Josh Brown                  | Randy Bullock    |                   |                               |
| LS                                               | Zak DeOssie                 |                  |                   |                               |
| KR                                               | Dwayne Harris               | Bobby Rainey     | Shane Vereen      | Sterling Shepard              |
| PR                                               | Dwayne Harris               | Bobby Rainey     | Odell Beckham Jr. | Shane Vereen Sterling Shepard |

## Les résultats

### L'avant saison[24]
| Semaines                                          | Dates         | Heures       | Adversaires          | Résultats   | Résultats    | Lieux           | TVs  | NFL.com résumés |
| Semaines                                          | Dates         | Heures       | Adversaires          | Scores      | Statistiques | Lieux           | TVs  | NFL.com résumés |
| ------------------------------------------------- | ------------- | ------------ | -------------------- | ----------- | ------------ | --------------- | ---- | --------------- |
| 1                                                 | 12 août       | 7:00 p.m. ET | Miami Dolphins       | P : 10 - 27 | 0 - 1        | MetLife Stadium | WWOR | Résumé vidéo    |
| 2                                                 | 20 août       | 4:00 p.m. ET | @ Buffalo Bills      | P : 00 - 21 | 0 - 2        | New Era Field   | -    | Résumé vidéo    |
| 3                                                 | 27 août       | 7:30 p.m. ET | @ New York Jets      | G : 21 - 20 | 1 - 2        | MetLife Stadium | -    | Résumé vidéo    |
| 4                                                 | 1er septembre | 7:00 p.m. ET | New England Patriots | G : 17 - 9  | 2 - 2        | MetLife Stadium | -    | Résumé vidéo    |
| Bilan de l'avant-saison : 2 victoires, 2 défaites |               |              |                      |             |              |                 |      |                 |

### La saison régulière
| Saison Régulière 2016                                          |                  |                  |                  |                  |
| Dates                                                          | Matchs           | Résultats        | Stat. Division   | Stat. Global     |
| 9 septembre                                                    | @ Dallas         | G : 20 - 19      | 1 - 0            | 1 - 0            |
| 18 septembre                                                   | New Orleans      | G : 16 - 13      | 1 - 0            | 2 - 0            |
| 25 septembre                                                   | Washington       | P : 27 - 29      | 1 - 1            | 2 - 1            |
| 3 octobre                                                      | @ Minnesota      | P : 10 - 24      | 1 - 1            | 2 - 2            |
| 9 octobre                                                      | @ Green Bay      | P : 16 - 23      | 1 - 1            | 2 - 3            |
| 16 octobre                                                     | Baltimore        | G : 27 - 23      | 1 - 1            | 3 - 3            |
| 23 octobre                                                     | @ Los Angeles ≈  | G : 17 - 10      | 1 - 1            | 4 - 3            |
| 30 octobre                                                     | Semaine de repos | Semaine de repos | Semaine de repos | Semaine de repos |
| 6 novembre                                                     | Philadelphie     | G : 28 - 23      | 2 - 1            | 5 - 3            |
| 14 novembre                                                    | Cinncinati       | G : 21 - 20      | 2 - 1            | 6 - 3            |
| 20 novembre                                                    | Chicago          | G : 22 - 16      | 2 - 1            | 7 - 3            |
| 27 novembre                                                    | @ Cleveland      | G : 27 - 13      | 2 - 1            | 8 - 3            |
| 4 novembre                                                     | @ Pittsburgh     | P : 14 - 24      | 2 - 1            | 8 - 4            |
| 11 décembre                                                    | Dallas           | G : 10 - 07      | 3 - 1            | 9 - 4            |
| 18 décembre                                                    | Detroit          | G : 17 - 06      | 3 - 1            | 10 - 4           |
| 22 décembre                                                    | @ Philadelphie   | P : 19 - 24      | 3 - 2            | 10 - 5           |
| 1er janvier                                                    | @ Washington     | G : 10 - 19      | 4 - 2            | 11 - 5           |
| Bilan de la saison régulière : 11 victoires, 5 défaites, 0 nul |                  |                  |                  |                  |

≈ : International Series (match à Londres)

### Les playoffs
| Playoffs 2016     |           |                             |             |               |            |     |
| Niveau de Playoff | Date      | Adversaire (rang)           | Résultat    | Stade         | Résumé NFL | TV  |
| Wild Card         | 8 janvier | @ Green Bay Packers (NFC 4) | P : 13 - 38 | Lambeau Field | Recap      | Fox |

## Les Play-offs
Avec un bilan en fin de saison régulière de 11 victoires pour 5 défaites, les Giants terminent seconds de la Division East de la NFC derrière les Cowboys de Dallas (13-3).
Ils se qualifient pour les play-offs obtenant le #5 de la NFC. Le 8 janvier 2017, ils affrontent en déplacement les Packers de Green Bay lors du premier tour de Wild Card.

## Analyse de la saison 2016
Lors du match contre Dallas en semaine 14, l'entraîneur principal des Giants, Ben McAdoo, a utilisé des talkie-walkies pour communiquer pendant une courte période parce que son système de communication avait subi une panne. Cela est expressément interdit par la NFL parce que la communication radio entre un entraîneur principal et ses joueurs est d'office coupée lorsqu'il ne reste plus que 15 secondes sur la play clock (horloge de temps de jeu). Or, un talkie-walkie échappe à ce contrôle. Cela constitue un manque d’équité entre les deux équipes et est donc passible de sanction.
La NFL, à la suite de cette infraction a sanctionné d'une part, l'entraîneur McAdoo d'une amende de 50 000 $ et d'autre part la franchise d'une amende de 150 000 $ et d'une rétrogradation du 4e tour de la Draft 2017 des Giants vers la fin de ce tour (le choix sera donc situé derrière les choix compensatoires).
Les Giants terminent la saison régulière avec un bilan de 11 victoires pour 5 défaites. La franchise n'avait plus obtenu ce résultat depuis la saison 2005. Le dernier meilleur résultat date de la saison 2008 avec 12 victoires pour 4 défaites.
Sont invités au Pro Bow 2017 dans l'équipe NFC, :
- Odell Beckham Jr., wide receiver (6 réceptions, 93 yards, 0 TD)
- Janoris Jenkins, cornerback
- Landon Collins, safety (1 course, 1 yard)
- Dwayne Harris, équipe spéciale (2 retours de punt, 6 yards)

## Les Classements 2016[37]

### Division NFC Est
| Équipes                | G  | P | N | PF/PA   | TD | Div. (G-P) | Conf. (G-P) | Home (G-P) | Away (G-P) |
| ---------------------- | -- | - | - | ------- | -- | ---------- | ----------- | ---------- | ---------- |
| Dallas Cowboys         | 13 | 3 | 0 | 421/306 | 49 | 3 - 3      | 9 - 3       | 7 - 1      | 6 - 2      |
| New York Giants        | 11 | 5 | 0 | 310/284 | 36 | 4 - 2      | 8 - 4       | 7 - 1      | 4 - 4      |
| Redskins de Washington | 8  | 7 | 1 | 396/383 | 43 | 3 - 3      | 6 - 6       | 4 - 4      | 4 - 3 - 1  |
| Eagles de Philadelphie | 7  | 9 | 0 | 367/331 | 37 | 2 - 4      | 5 - 7       | 6 - 2      | 1 - 7      |

### Conférence NFC
| Classement final de la saison régulière 2016 de la NFC | Classement final de la saison régulière 2016 de la NFC | Classement final de la saison régulière 2016 de la NFC | Classement final de la saison régulière 2016 de la NFC | Classement final de la saison régulière 2016 de la NFC | Classement final de la saison régulière 2016 de la NFC | Classement final de la saison régulière 2016 de la NFC | Classement final de la saison régulière 2016 de la NFC | Classement final de la saison régulière 2016 de la NFC | Classement final de la saison régulière 2016 de la NFC | Classement final de la saison régulière 2016 de la NFC | Classement final de la saison régulière 2016 de la NFC | Classement final de la saison régulière 2016 de la NFC |
| Rang | Équipes                                                | Divisions                                              | G                                                      | P                                                      | N                                                      | Pct.                                                   | Div. (G-P)                                             | Conf. (G-P)                                            | Pts. Pour                                              | Pts. Contre                                            | Dif. Pts.                                              | TD                                                     |
| --- | ------------------------------------------------------ | ------------------------------------------------------ | ------------------------------------------------------ | ------------------------------------------------------ | ------------------------------------------------------ | ------------------------------------------------------ | ------------------------------------------------------ | ------------------------------------------------------ | ------------------------------------------------------ | ------------------------------------------------------ | ------------------------------------------------------ | ------------------------------------------------------ |
| Gagnants des Divisions |                                                        |                                                        |                                                        |                                                        |                                                        |                                                        |                                                        |                                                        |                                                        |                                                        |                                                        |                                                        |
| 1 | * – Dallas Cowboys                                     | NCE                                                    | 13                                                     | 3                                                      | 0                                                      | .813                                                   | 3 - 3                                                  | 9 - 3                                                  | 421                                                    | 306                                                    | 115                                                    | 49                                                     |
| 2 | z – Atlanta Falcons                                    | NCS                                                    | 11                                                     | 5                                                      | 0                                                      | .688                                                   | 5 - 1                                                  | 9 - 3                                                  | 540                                                    | 406                                                    | 134                                                    | 63                                                     |
| 3 | z – Seattle Seahawks                                   | NCO                                                    | 10                                                     | 5                                                      | 1                                                      | .656                                                   | 3- - 2 - 1                                             | 6 - 5 - 1                                              | 354                                                    | 292                                                    | 62                                                     | 37                                                     |
| 4 | z – Green Bay Packers                                  | NCN                                                    | 10                                                     | 6                                                      | 0                                                      | .625                                                   | 5 - 1                                                  | 8 - 4                                                  | 432                                                    | 388                                                    | 44                                                     | 51                                                     |
| Wild cards |                                                        |                                                        |                                                        |                                                        |                                                        |                                                        |                                                        |                                                        |                                                        |                                                        |                                                        |                                                        |
| 5 | y – New York Giants                                    | NCE                                                    | 11                                                     | 5                                                      | 0                                                      | .688                                                   | 4 - 2                                                  | 8 - 4                                                  | 310                                                    | 284                                                    | 26                                                     | 36                                                     |
| 6 (a) | y – Detroit Lions                                      | NCN                                                    | 9                                                      | 7                                                      | 0                                                      | .563                                                   | 3 - 3                                                  | 7 - 5                                                  | 346                                                    | 358                                                    | -12                                                    | 36                                                     |
| Non qualifiés pour les playoffs |                                                        |                                                        |                                                        |                                                        |                                                        |                                                        |                                                        |                                                        |                                                        |                                                        |                                                        |                                                        |
| 7 (a) | Tampa Bay Buccaneers                                   | NCS                                                    | 9                                                      | 7                                                      | 0                                                      | .563                                                   | 4 - 2                                                  | 7 - 5                                                  | 354                                                    | 369                                                    | -15                                                    | 41                                                     |
| 8 | Washington Redskins                                    | NCE                                                    | 8                                                      | 7                                                      | 1                                                      | .531                                                   | 3 - 3                                                  | 6 - 6                                                  | 396                                                    | 383                                                    | 13                                                     | 43                                                     |
| 9 | Minnesota Vikings                                      | NCN                                                    | 8                                                      | 8                                                      | 0                                                      | .500                                                   | 3 - 5                                                  | 5 - 7                                                  | 327                                                    | 307                                                    | 20                                                     | 36                                                     |
| 10 | Arizona Cardinals                                      | NCO                                                    | 7                                                      | 8                                                      | 1                                                      | .496                                                   | 4 - 1 - 1                                              | 6 - 5 - 1                                              | 418                                                    | 362                                                    | 56                                                     | 51                                                     |
| 11 (b) | New Orleans Saints                                     | NCS                                                    | 7                                                      | 9                                                      | 0                                                      | .438                                                   | 2 - 4                                                  | 6 - 6                                                  | 469                                                    | 454                                                    | 15                                                     | 55                                                     |
| 12 (b) | Philadelphia Eagles                                    | NCE                                                    | 7                                                      | 9                                                      | 0                                                      | .438                                                   | 2 - 4                                                  | 5 - 7                                                  | 367                                                    | 331                                                    | 36                                                     | 37                                                     |
| 13 | Carolina Panthers                                      | NCS                                                    | 6                                                      | 10                                                     | 0                                                      | .375                                                   | 1 - 5                                                  | 5 - 7                                                  | 369                                                    | 402                                                    | -33                                                    | 40                                                     |
| 14 | Los Angeles Rams                                       | NCO                                                    | 4                                                      | 12                                                     | 0                                                      | .250                                                   | 2 - 4                                                  | 3 - 9                                                  | 224                                                    | 394                                                    | -170                                                   | 24                                                     |
| 15 | Chicago Bears                                          | NCN                                                    | 3                                                      | 13                                                     | 0                                                      | .188                                                   | 2 - 4                                                  | 3 - 9                                                  | 279                                                    | 399                                                    | -120                                                   | 32                                                     |
| 16 | San Francisco 49ers                                    | NCO                                                    | 2                                                      | 14                                                     | 0                                                      | .125                                                   | 2 - 4                                                  | 2 - 10                                                 | 309                                                    | 480                                                    | -171                                                   | 36                                                     |
| Tie-break (f) |                                                        |                                                        |                                                        |                                                        |                                                        |                                                        |                                                        |                                                        |                                                        |                                                        |                                                        |                                                        |
| (a) = Detroit termine devant Tampa Bay ayant un meilleur résultat en confrontation directe (b) = New Orleans termine devant Philadelphia ayant un meilleur résultat en matchs de conférence |                                                        |                                                        |                                                        |                                                        |                                                        |                                                        |                                                        |                                                        |                                                        |                                                        |                                                        |                                                        |
| Legendes |                                                        |                                                        |                                                        |                                                        |                                                        |                                                        |                                                        |                                                        |                                                        |                                                        |                                                        |                                                        |
| y — Qualifié en wild card | y — Qualifié en wild card                              | x — Qualifié en playoff                                | x — Qualifié en playoff                                | x — Qualifié en playoff                                | x — Qualifié en playoff                                | z — Gagnant de division                                | z — Gagnant de division                                | z — Gagnant de division                                | * — Gagne l'avantage du terrain                        | * — Gagne l'avantage du terrain                        | * — Gagne l'avantage du terrain                        | * — Gagne l'avantage du terrain                        |

## Liens Externes
- (fr) Big Blue Blog
- (en) Officiel des Giants de New York
- (en) Officiel de la NFL